# Jurgamisi járás

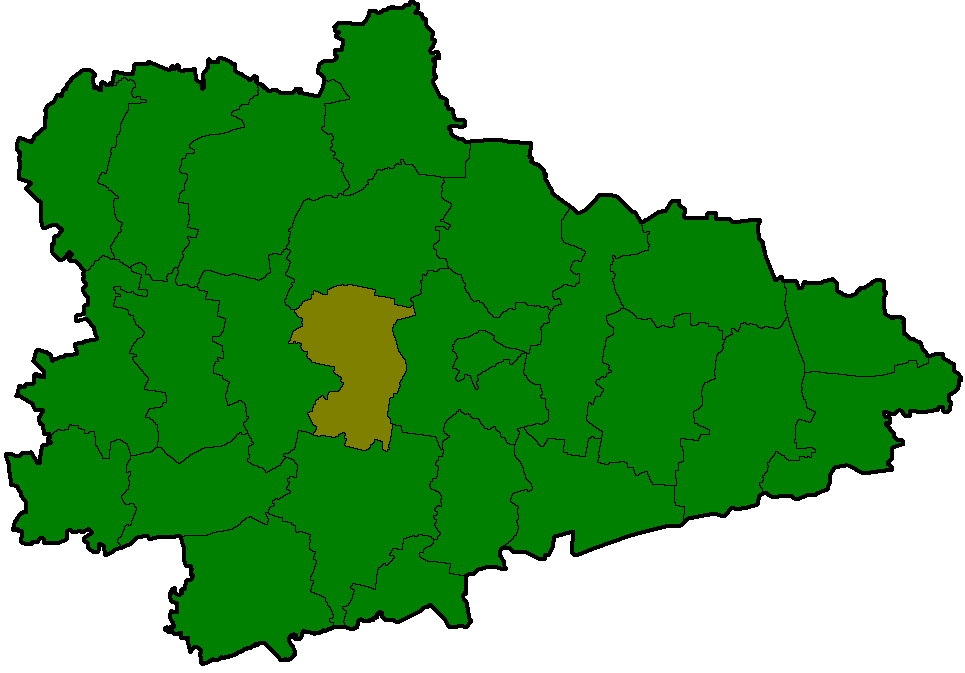
A Jurgamisi járás a Kurgani területen

A Jurgamisi járás (oroszul Юргамышский район) Oroszország egyik járása a Kurgani területen. Székhelye Jurgamis.

## Népesség
- 1989-ben 26 703 lakosa volt.
- 2002-ben 24 666 lakosa volt.
- 2010-ben 20 886 lakosa volt, melyből 19 880 orosz, 239 kazah, 131 ukrán, 102 tatár, 69 cigány, 42 baskír, 40 fehérorosz, 36 azeri, 36 csuvas, 36 német, 35 mordvin, 34 udmurt, 29 ömény, 22 ingus, 10 lengyel, 10 moldáv stb.